# Chirotica rubrotincta
Chirotica rubrotincta là một loài tò vò trong họ Ichneumonidae.